# Аблякимов, Энвер Азизович
Энвер Азизович Аблякимов (р. 2 апреля 1948, Новая Кола, Коптяковский сельсовет, Серовский район, Свердловская область) — российский региональный (Чувашская Республика) государственный и общественный деятель. Заслуженный строитель Российской Федерации (1993); 	кандидат юридических наук (2008).
Председатель Калининского районного исполнительного комитета города Чебоксары (1983—1985). Вице-президент Чувашской Республики (1994—1998); председатель Кабинета Министров Чувашской Республики (1994—2001).

## Биография

### Происхождение
Энвер Аблякимов родился 2 апреля 1948 года в посёлке Новая Кола («Родился на Северном Урале в лесном посёлке») (Коптяковский сельсовет, Серовский район) Свердловской области в крымскотатарской семье педагода и ветерана Великой Отечественной войны Аблякимова Азиза Акимовича. В детстве жил в доме № 27 по улице Лизы Чайкиной родного посёлка, где его отец работал учителем и директором школы рабочей молодёжи.
После окончания 8 класса средней школы № 21 поступил в Серовский металлургический техникум (город Серов Свердловской области), в котором обучался по специальности «техник-механик». С 1965 года учился на строительном факультете Уральского политехнического института в Свердловске, который окончил в 1970 году по специальности «инженер-строитель промышленного и гражданского строительства». В годы учебы участвовал в деятельности комсомольских организаций, трижды выезжал в составе студенческих строительных отрядов на стройки Казахской ССР, Урала и Сахалина, выступал в командах КВН института.
С 1970 по 1972 год служил в Советской Армии на офицерских должностях в танковом полку в городе Кушка Туркменской ССР.

### Профессиональная карьера
После армии в 1972 году прибыл в город Чебоксары (Чувашская АССР) на Всесоюзную ударную комсомольскую стройку по возведению Чебоксарского завода промышленных тракторов. С 1972 по 1983 год работал мастером, прорабом, начальником участка, главным инженером и начальником строительного управления Чувашского территориального управления строительства Минстроя СССР. Был членом КПСС, в течение трёх лет также работал секретарем партийного комитета Стройтреста № 5.    
С 1983 по 1985 год работал в должности Председателя Калининского районного исполнительного комитета города Чебоксары; некоторое время являлся заведующим отделом строительства Чувашского обкома КПСС («но там не сложилось, попросили уйти»), избирался депутатом Чебоксарского городского Совета депутатов трудящихся. В 1984 году заочно окончил Горьковскую Высшую партийную школу.
С 1985 по 1993 год — управляющий трестом «Чувашсельстрой» Минсельстроя РСФСР, начальник и председатель объединения «Чувашагропромстрой». С 1990 по 1994 год являлся депутатом Верховного Совета Чувашской АССР XII созыва. 18 августа 1990 года был избран членом бюро Чувашского республиканского комитета Компартии РСФСР. Про события 19-21 августа 1991 года: «И вот случилось ГКЧП, тут же собирается бюро обкома, а мы толком и не знаем, что обсуждать, информации-то нет никакой, кроме заявлений по телевизору. <...> Однако руководство настаивает на принятии постановления об одобрении действий ГКЧП. Пришлось мне и еще нескольким присутствующим в весьма нелицеприятной форме возразить и добиться выдержанной резолюции». 
В ноябре 1993 года принял предложение Н. В. Фёдорова баллотироваться в качестве вице-президента Чувашской Республики с последующим назначением председателем правительства. С декабря 1993 по январь 1994 года — избранный вице-президент Чувашской Республики; с января 1994 по январь 1998 года — вице-президент — председатель Кабинета министров Чувашской Республики. Предыдущий глава правительства Чувашии В. Н. Викторов не рекомендовал Н. В. Фёдорову назначать Э. А. Аблякимова главой кабмина Чувашии. Историк В. Р. Филиппов пишет: «назначение Э. Аблякимова на должность главы Правительства Республики в среде чувашской интеллигенции, симпатизирующей ЧАП и ЧНК, было воспринято как предательство национальных интересов чувашского народа». Среди помощников премьера Чувашии значился (1995) бывший руководитель Калининского райисполкома города Чебоксары Ю. К. Фёдоров.
В 1995 году Э. Аблякимов возглавил Чувашское республиканское отделения ВОПД «Наш дом — Россия», был избран членом Политсовета движения и зарегистрирован кандидатом в депутаты Государственной Думы Российской Федерации по партийному списку.
С января по август 1998 года — заместитель председателя Кабинета Министров Чувашской Республики (Л. П. Куракова). 12 июля 1998 года избран депутатом Государственного совета Чувашской Республики от Шемуршинского избирательного округа № 78 (Шемуршинский район); член комитета Государственного совета Чувашской Республики по законодательству. С 1998 по 5 октября 2001 год — вновь председатель Кабинета министров Чувашской Республики. 
С 8 октября 2001 по январь 2002 года — председатель Высшего экономического совета Чувашской Республики. С марта 2002 года — председатель совета директоров ЗАО «Акционерное объединение «Чувашагропромстрой». В 2002 году участвовал в качестве кандидата-самовыдвиженца в депутаты Государственного совета Чувашской Республики. С сентября 2002 года по сентябрь 2005 года — генеральный директор ОАО Корпорация «Нечерноземагропромстрой» (Москва). Член Правления Российского Союза строителей (2002).
В 2005 году пережил автокатастрофу, в которой погибла супруга, тяжелые травмы получили он и его дочь. После лечения и реабилитации получил предложение Президента Чувашской Республики Н. В. Федорова вернуться в Чувашию и возглавить его Администрацию. После автокатастрофы проходил реабилитацию в подмосковном санатории. С сентября 2005 по декабрь 2007 года — руководитель администрации президента Чувашской Республики, полномочный представитель президента Чувашской Республики в Государственном совете Чувашской Республики. Находясь на должностях государственного и муниципального управления проходил военные сборы офицеров запаса, ему присвоено звание полковника.
С 24 декабря 2007 до 2012 год — директор Государственного унитарного предприятия «Республиканское управление капитального строительства» (Чебоксары).
В декабре 2008 года Э. А. Аблякимов в Нижегородской академии МВД России защитил диссертацию на соискание учёной степени кандидата юридических наук на тему «Юридическое обращение: общетеоретический аспект», выполненную на кафедре права Чебоксарского политехнического института (филиала) Московского государственного открытого университета. Научным руководителем выступил доцент М. А. Пшеничнов. Преподавал (доцент, профессор) на кафедре права Чебоксарского политехнического института (филиала) Московского государственного открытого университета.
До 2010 года являлся советником Президента Чувашской Республики Николая Федорова; с 2010 по 2011 год — советник М. В. Игнатьева, в июле 2012  года был назначен советником Полномочного представителя Президента Российской Федерации в Приволжском федеральном округе.
С 15 марта 2013 года — генеральный директор некоммерческой организации Фонд «Региональная экономика» (Чебоксары), оказывающей консультационные и экспертные услуги, а также ведет преподавательскую и общественную работу.
В 2014 году перед проведением референдума о статусе Крыма получил предложение проводить разъяснительную работу среди крымскотатарского населения («Создавались информационные группы из разных регионов. Одна из таких групп формировалась практически по этническому принципу. <...> я личным примером должен был продемонстрировать, что и крымские татары могут добиться в России многого, нет у нас ущемления по национальному или религиозному признаку. Встречался с людьми, выступал по телевидению. А у крымскотатарского населения, конечно, была тревога перед предстоящими переменами. <...> беседы проходили очень хорошо, людей интересовали прагматичные вопросы по земле, господдержке, социальным гарантиям. Мне было, что им сказать»).
В 2018 году возглавлял Совет Регионального объединения работодателей «Союз строителей Чувашии»; в 2017 году был избран вице-президентом Общероссийского межотраслевого объединения работодателей «Российский Союз строителей» (по работе в Чувашской и Удмуртской Республиках, Республиках Марий Эл и Мордовия, Пермском крае и Кировской области); занимается консультированием ряда строительных компаний. С 2018 года член Общественного совета муниципального образования города Чебоксары; с 2020 года член Высшего экономического совета Чувашской Республики. С 2021 года — член Общественного совета при Минстрое Чувашии.

## Семья, личная жизнь и убеждения

### Семья
Отец — Аблякимов Азиз Акимович — родился в 1912 году в Таврической губернии (в Крыму), а в 1930 году из Крымской АССР вместе с раскулаченными родителями был выслан в Надеждинский район Уральской области. В 1940 году окончил Серовское педагогическое училище Свердловской области и с 1940 по 1942 год работал в школе посёлка Новая Кола Свердловской области преподавателем арифметики. С мая 1942 года по декабрь 1946 год находился в рядах Красной Армии, служил в железнодорожных войсках, награждён медалью «За победу над Германией в Великой Отечественной войне 1941—1945 гг.». После службы вернулся в посёлок Новая Кола и работал преподавателем начальных классов в местной Новокольской школе, а затем директором школы рабочей молодёжи № 7. Жил в Новой Коле, в доме 27 по улице Лизы Чайкиной. После службы работал учителем средней школы № 21, а затем директором школы рабочей молодёжи № 7 в посёлке Новая Кола. 
Мать — Аблякимова Урхие Гафаровна работала фельдшером в ремесленном училище.
Дядя (брат отца) — Акимов Аблямит Акимович, родился в 1920 году в деревне Карлав (с 1921 года на территории Евпаторийского района Крымской АССР); призван на военную службу из Казани, участник Великой Отечественной войны, пропал без вести в октябре 1943 года.
Супруга — Ирина Андреевна работала в системе общественного питания; погибла в автокатастрофе в 2005 году. От первого брака имеет приёмную дочь Елену, по специальности — преподаватель музыки; есть внучка Ксюша.
Во внебрачных отношениях Э. А. Аблякимов является отцом двух сыновей.
Племянник — Калмыков Ильяс Шиазатович (р. 3 декабря 1985) — депутат Чебоксарского городского Собрания депутатов (2005—2015).

### Личная жизнь и убеждения
Постоянно проживает в Чебоксарах, Чувашская Республика. Регулярно посещает спортзал для тренировок, необходимых после перенесенных травм, а также увлекался горными лыжами. Является футбольным болельщиком, любителем джазовой музыки и творчества Владимира Высоцкого. Полковник запаса. Является (2022) одним из собственников (учредителей) ООО Республиканское объединение «Чувашагропромстрой».  
В 1991 году на выборах был доверенным лицом кандидата на должность Президента РСФСР — Н. И. Рыжкова.
Про события 19-21 августа 1991 года: «И вот случилось ГКЧП, тут же собирается бюро обкома, а мы толком и не знаем, что обсуждать, информации-то нет никакой, кроме заявлений по телевизору. <...> Однако руководство настаивает на принятии постановления об одобрении действий ГКЧП. Пришлось мне и еще нескольким присутствующим в весьма нелицеприятной форме возразить и добиться выдержанной резолюции».
Э. А. Аблякимов в 1995 году: «Независимость региона не должна строится на конфронтации с Москвой, она должна быть направлена на укрепление российской государственности»; для того, «чтобы проводить независимую, „свою“ политику, нужно иметь условия для развития экономики территории», а поскольку «Республика имеет большие дотации, то вопросы независимости от Центра как бы повисают в воздухе».
В октябре 2004 года подписал коллективное «Открытое письмо о татарском и латинице» в «Российскую газету» о нецелесообразности перевода татарского языка на латинскую графику.

## Критика
А. С. Смолин — бывший пресс-секретарь президента Чувашской Республики Н. В. Фёдорова — в интервью журналисту Э. В. Мочалову (2010): «он [Э. А. Аблякимов] срастил высшую власть республики со строительной мафией. Закономерный итог всего этого — миллиард с лишним „исчезнувших“ рублей только от обманутых дольщиков. А сколько ушло откатов от всевозможных строек, типа липовых прокладок автодорог и т. д.? <...> татары и мусульмане в нашей республике составляют 0,4 процента населения! Но благодаря татарскому и мусульманскому клану республики во главе с Э. Аблякимовым, татары хозяйничают в Чувашии как у себя в Татарстане!».

## Награды
- Орден «Знак Почёта» (1989)
- Заслуженный строитель Российской Федерации (1993)
- Орден Дружбы (1998)[7]

- Медаль «В память 850-летия Москвы»
- Медаль «В память 1000-летия Казани»

- Юбилейная медаль «Совет Федерации. 25 лет» (2018)
- Знак «Почетный строитель России»
- Знак  МЧС России «За заслуги»
- Орден «За заслуги перед Чувашской Республикой» (2008) — «за многолетнюю плодотворную работу и значительный вклад в становление и развитие Чувашской Республики»

- Почетная грамота Чувашской Республики
- Почётная грамота Президиума Верховного совета Чувашской АССР
- Почётная грамота Государственного Совета Чувашской Республики
- Памятная медаль «100-летие образования Чувашской автономной области» (2020)

- Медаль «За заслуги перед городом Чебоксары» (2023)
- Юбилейная медаль «В память о 550-летии города Чебоксары»
- Почётный гражданин Шемуршинского района Чувашской Республики (2012)
- Лауреат Национальной общественной премии им. Петра Великого (2000)